# Historia LGBT en Angola
La historia LGBT+ en Angola se refiere a la diversidad de prácticas, militancias y expresiones culturales sobre sexualidad y géneros disidentes que se desplegaron históricamente en el actual territorio angoleño.

## Época precolonial
Diversos grupos étnicos en el territorio que hoy conforma Angola practicaban y aceptaban expresiones de diversidad sexual y de género antes de la llegada de los colonizadores europeos. Estas prácticas estaban integradas en rituales, roles sociales y creencias culturales entre pueblos como los Ovimbundu, Ambundu, Khoikhoi y Herero.
Escritos de misioneros europeos del siglo XVII documentan la presencia de diversidad sexual. El historiador portugués, António de Oliveira Cadornega, quien llegó a Luanda en 1639, hizo referencia a la existencia de «sodomia» entre los «paganos de Angola» que practicaban actos sexuales vestidos de mujeres. En 1687, Giovanni Cavazzi da Montecuccolo, un misionario italiano, documentó prácticas de travestismo asociadas a sistemas espirituales africanos en los reinos del Congo, Matamba y Angola, describiendo a un hechicero que «viste traje y usa modales y porte de mujer, llamándose también a sí misma la gran madre». Estos relatos, sin embargo, estaban influenciados por la moralidad católica, que consideraba estas prácticas como pecaminosas.

## Época colonial (1575–1975)

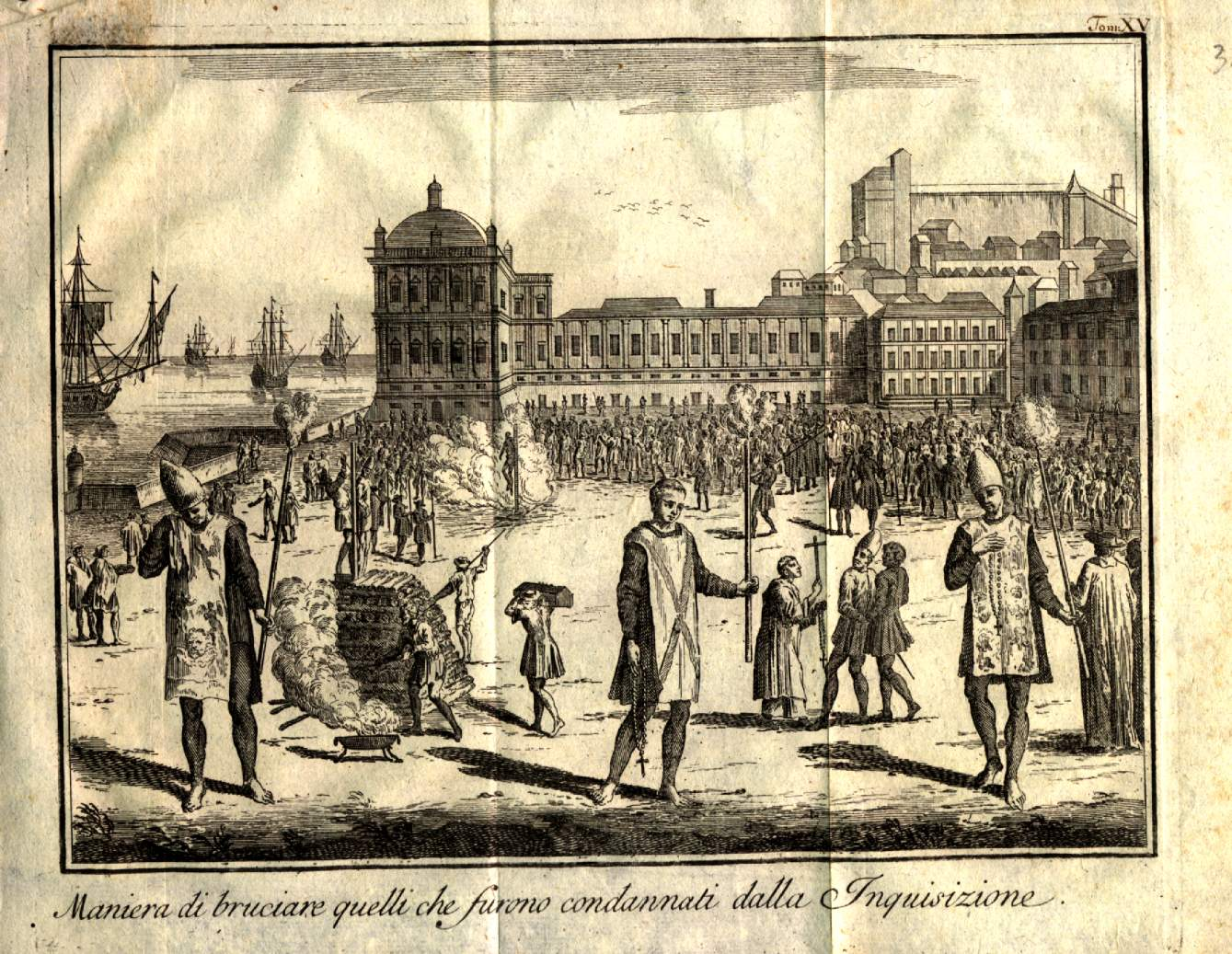
Ejecución por hoguera durante un auto de fe de la Inquisición portuguesa. Entre sus víctimas estuvieron personas acusadas de sodomía y de transgredir normas de género.

La Inquisición portuguesa, establecida en Portugal en la década de 1530 y activa en su imperio, incluyendo Brasil y Goa, también persiguió la sodomía, considerada un «crimen nefando» según las Ordenanzas Manoelinas (1514-1521) y Ordenanzas Filipinas (1613), punible con la expropiación de bienes y la muerte en la hoguera. Un caso conocido es el de Francisco “Xica” Manicongo, originario del Reino del Congo, quien fue juzgado en Brasil en 1591 por «cometer actos de sodomía y rehusarse a vestirse de hombre». En la costa angolana, André Dias fue condenado en Luanda el 12 de octubre de 1654 por «seducir» soldados para cometer «el vício». Estos casos evidencian la criminalización y marginalización de las sexualidades no normativas por el cristianismo y el colonialismo moderno.
La Reina Nzinga (1581-1663), líder de los reinos de Ndongo y Matamba, es considerada una figura queer en la historia precolonial africana. Fue descrita por fuentes militares y misioneras como una guerrera que gobernaba vestida de hombre y rodeada por un harén de jóvenes que se vestían de mujer y eran sus esposas.
Con la consolidación del dominio portugués en Angola, especialmente a partir de finales del siglo XIX, la visión moral fuertemente condenatoria hacia la homosexualidad se acentuó. Angola, como colonia portuguesa, se benefició de una reforma legal en 1852 que despenalizó las relaciones entre personas del mismo sexo. Sin embargo, el Código Penal portugués de 1886, que se aplicó en Angola, reintrodujo la criminalización a través de los artículos 70 y 71, que penalizaban de forma ambigua los actos "contra la naturaleza".

### Siglo XX
Durante la dictadura del Estado Nuevo en Portugal (instituido en 1933), que se extendió a Angola, una ideología política y moralmente conservadora definió cómo se entendían el género y la sexualidad. La ciencia médica y la psiquiatría jugaron un papel en la patologización de la homosexualidad. En Portugal, los "vícios contra a natureza" fueron criminalizados en una Ley de 1912, luego incluida en el Código Penal de 1954, que equiparaba la sodomía a la delincuencia y la vagancia.
El sistema educativo colonial en Angola promovía valores tradicionales y roles de género binarios, celebrando la familia nuclear heterosexual. Materiales educativos relacionaban la higiene moral con la lucha contra el "erotismo" y los "peligros de la sensualidad". Manuales escolares de 1938 y 1962 exaltaban la domesticidad femenina y la familia nuclear heterosexual. La censura colonial controlaba la información y el discurso público, prohibiendo materiales considerados inmorales o sexuales, entrelazando la subversión política y la libertad sexual como peligrosas para el orden social.
La prensa colonial raramente abordaba temas de sexualidad, aunque a finales de la década de 1960 y principios de la de 1970, algunos periódicos mostraban preocupación por la "deterioración de la moralidad urbana". A pesar de este moralismo, en Luanda emergían culturas queer, como la asociada al travestismo en la vida nocturna y el Carnaval. En 1972, un periódico reportó positivamente un concurso de travestis.
Los musseques (barrios periféricos) de Luanda, que experimentaron un rápido crecimiento poblacional africano, eran vistos por el régimen como espacios potencialmente peligrosos y subversivos. Un estudio de 1973 asociaba la prostitución y la delincuencia juvenil con patologías sociales, incluyendo la "tendencia al homosexualismo". Panfletos de salud pública de 1965 señalaban la prostitución y la homosexualidad masculina como causas de la propagación de enfermedades venéreas, presentando la "buena salud" como un noviazgo heterosexual "normal".

## Época de independencia
Angola se independizó de Portugal en 1975, heredando el Código Penal de 1886 que criminalizaba las "relaciones contra natura". Este período estuvo marcado por una larga guerra civil hasta 2002. A pesar de la ausencia de personas LGBTIQ+ en los relatos de la construcción nacional post-colonial, la transición política permitió el surgimiento de una sociedad civil más robusta hacia finales de 1990, plasmado en eventos públicos como el Carnaval y el certamen Miss Angola que contaban con la participación clave de profesionales abiertamente gais, como peluqueros, maquilladores y diseñadores.

### SigloXXI

#### Décadas de 2000 y 2010
A fines de la década de 2000 y principios de la de 2010, hubo un cambio significativo en la visibilidad LGBTIQ+ en el espacio público angolano. La aparición de celebridades queer como la cantante trans Titica en televisión contribuyó a este proceso. La telenovela Jikulumessu de 2015 incluyó una pareja gay, aunque causó polémica y llevó a la suspensión temporal de su emisión. En Luanda, el grupo As Divas comenzó a organizar fiestas LGBTIQ+, creando espacios de socialización.
En 2010, la Constitución de Angola incorporó principios de igualdad y no discriminación que pueden aplicarse a personas LGBT+, prohibiendo "cualquier otra forma de discriminación", aunque mantuvo la definición de matrimonio como la unión entre un hombre y una mujer.
El activismo LGBTIQ+ comenzó a institucionalizarse, inicialmente vinculado al activismo en respuesta al sida. La primera asociación formal para minorías sexuales, la Asociación Iris Angola, fue creada en 2013. En marzo de 2016, el gobierno angolano legalizó la Asociación Iris, la primera organización LGBTIQ+ en obtener reconocimiento oficial. Iris Angola ha trabajado en educación sexual, incluyendo la inclusión de temas de orientación sexual, identidad de género y bullying en manuales de educación básica en asociación con el Ministerio de Educación y UNICEF. En julio de 2016 se celebró el primer festival LGBT+ en Angola, FESTÍRIS.
Un hito legislativo importante ocurrió en 2019 con la aprobación de un nuevo Código Penal que entró en vigor en enero de 2021. Este nuevo código despenalizó las relaciones sexuales consensuales entre personas del mismo sexo, al revocar el artículo de la era colonial que criminalizaba los "vícios contra la natureza". Aunque la ley colonial rara vez se aplicaba para encarcelar a personas por su orientación sexual o identidad de género, servía como base moral para la discriminación y la violencia social e institucional. La reforma del Código Penal en 2019, que eliminó la criminalización y añadió protecciones contra la discriminación, fue vista por muchos activistas como una victoria significativa. Este cambio coincidió con la llegada de João Lourenço a la presidencia en 2017, quien impulsó reformas para mejorar la imagen internacional del país en materia de derechos humanos.

#### Década de 2020
El nuevo Código Penal de 2021 también tipifica como delito la discriminación por motivos de orientación sexual en áreas como el empleo, el suministro de bienes y servicios, y el acceso a instalaciones públicas y privadas. Asimismo, incluye la orientación sexual como circunstancia agravante en delitos como amenazas, lesiones y difamación. La persecución por motivos de orientación sexual se incluyó en la lista de crímenes de lesa humanidad.
El activismo LGBTIQ+ en Angola ha visto la proliferación de diversas organizaciones más allá de Iris Angola, como el Arquivo de Identidade Angolano (AIA), que se enfoca en la producción de materiales y la construcción de un archivo sobre la diversidad sexual angolana, además de ofrecer refugio a personas en situación de necesidad. Estos colectivos abordan una variedad de temas, desde la salud sexual y mental hasta el acceso a la justicia y la visibilidad en la sociedad.
En 2024, el asesinato del activista Carlos Fernandes, dirigente de Iris Angola, causó gran consternación en la comunidad.